# Longwood Medical and Academic Area

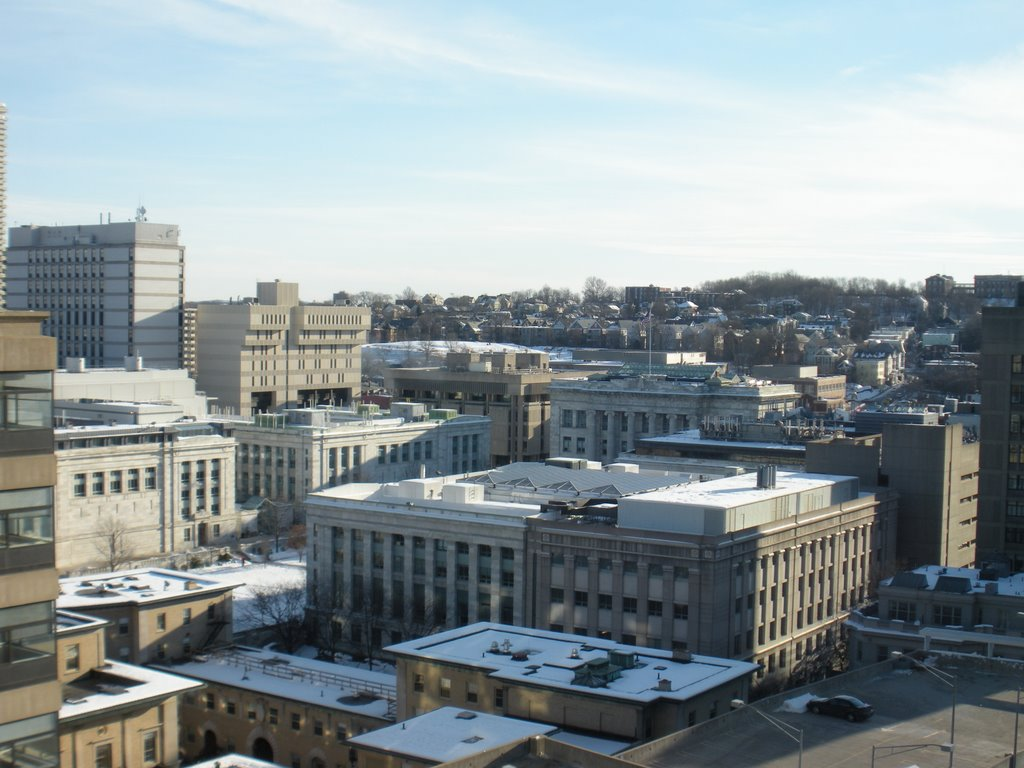
L'Harvard Medical School.

La Longwood Medical and Academic Area (aussi connue comme Longwood Medical Area, LMA ou simplement Longwood) est un « campus médical » des États-Unis situé à Boston, au Massachusetts.
Centrée sur Longwood Avenue, elle court d'Huntington Avenue à Riverway (en) en chevauchant les quartiers de Fenway Kenmore et de Mission Hill. Longwood est fortement associé à l'Harvard Medical School et à d'autres établissements médicaux comme les hôpitaux universitaires dépendant de Harvard. Cependant d'importantes institutions ne dépendant pas de Harvard ou non médicales sont aussi situées à Longwood, comme des musées, des collèges et des centres de recherche.

## Hôpitaux et institutions de recherche
- Beth Israel Deaconess Medical Center
- Brigham and Women's Hospital (en)
- Boston Children's Hospital
- Dana–Farber Cancer Institute (en)
- Joslin Diabetes Center (en)